# Орехова
Орехова (словац. Orechová) — село в Словаччині в районі Собранці Кошицького краю. Село розташоване на висоті 135 м над рівнем моря. Населення — 250 чол. Вперше згадується в 1299 році.

## Населення
| Рік:            | 1994. | 2004.   | 2014.   | 2024.   |
| --------------- | ----- | ------- | ------- | ------- |
| Кількість осіб: | 231   | 249     | 262     | 250     |
| Різниця:        |       | +7,79 % | +5,22 % | -4,58 % |

| Рік:            | 2023. | 2024.   |
| --------------- | ----- | ------- |
| Кількість осіб: | 241   | 250     |
| Різниця:        |       | +3,73 % |

## Пам'ятки
У селі є греко-католицька церква святої Трійці з 1904 року в стилі сецесії.